# 大德斯卡貝薩多火山

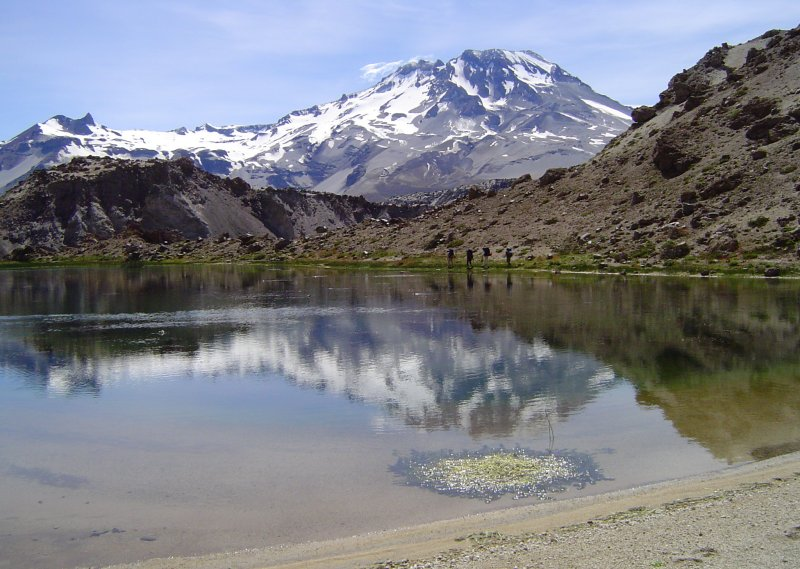

35°35′S 70°45′W / 35.583°S 70.750°W
大德斯卡貝薩多火山（西班牙語：Volcán Descabezado Grande），是智利的火山，位於該國中部，屬於安第斯山脈的一部分，海拔高度3,953米，山體在更新世時期形成，最近一次火山噴發在1933年6月發生。

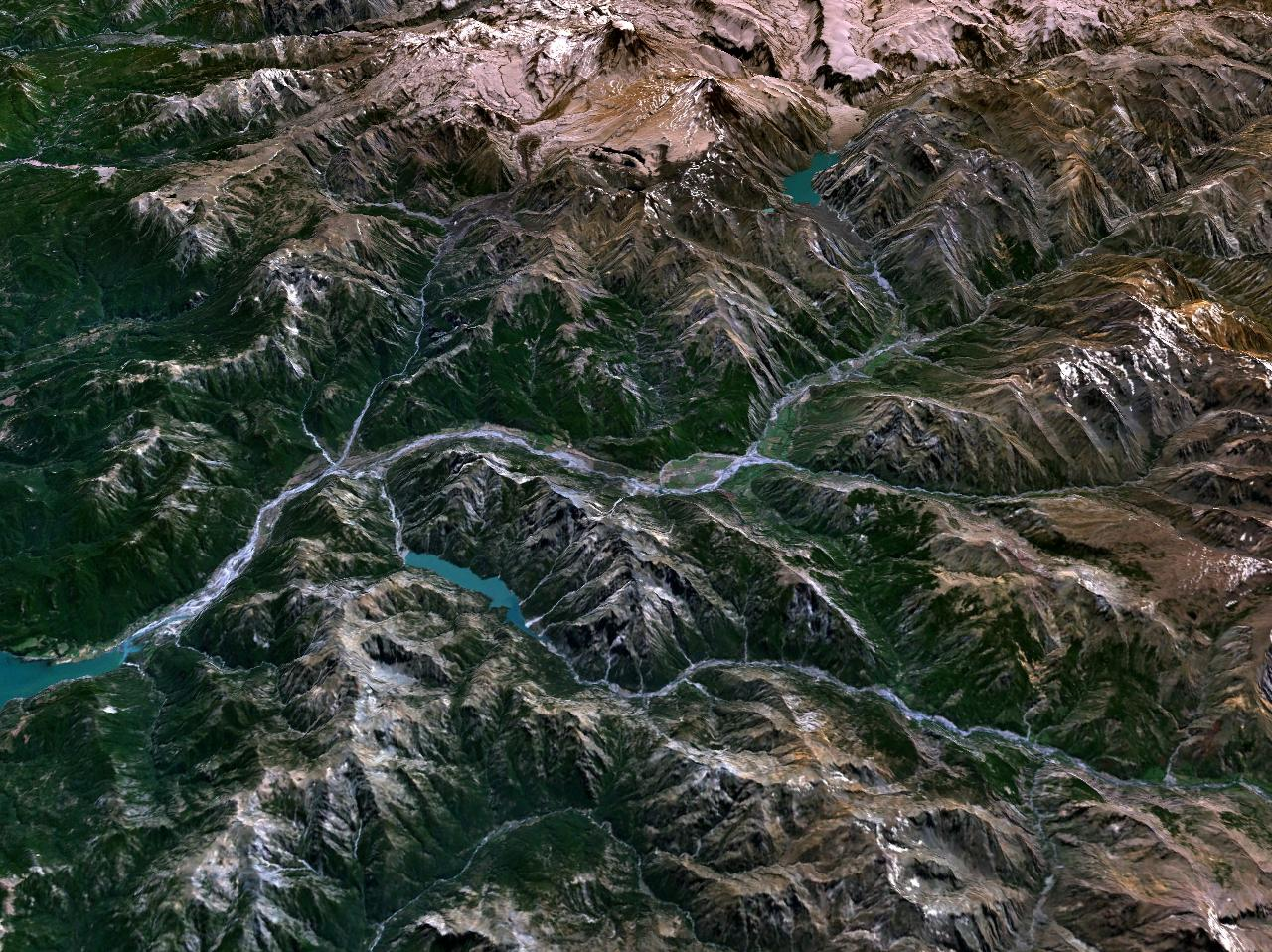